# Ficus costaricana
Ficus costaricana är en mullbärsväxtart som först beskrevs av Frederik Michael Liebmann, och fick sitt nu gällande namn av Friedrich Anton Wilhelm Miquel. Ficus costaricana ingår i släktet fikonsläktet, och familjen mullbärsväxter. Inga underarter finns listade i Catalogue of Life.